# Pomnik bitwy pod Grochowem w Warszawie
Pomnik bitwy pod Grochowem – pomnik upamiętniający bitwę o Olszynkę Grochowską w czasie powstania listopadowego, który znajdował się w Olszynce Grochowskiej. Zniszczony w latach 20. XX wieku.

## Historia
Monument został wzniesiony w 1846 jako jeden z elementów kompleksu pomnikowego na polu bitwy, na specjalne polecenie cara Mikołaja I. Ze względu na standaryzację wyglądu pomników wojskowych monument w Olszynce Grochowskiej był jedną z dwóch identycznych budowli w Królestwie Polskim – identyczny, odsłonięty rok później pomnik upamiętniał bitwę pod Ostrołęką.
Pomnik został zniszczony po odzyskaniu niepodległości przez Polskę, w latach 20. XX wieku.

## Projekt i wymowa
Pomnik wykonano według standardowego projektu pomników wojskowych II kategorii przygotowanego przez Antonio Adaminiego na okoliczność budowy w Rosji monumentów upamiętniających zwycięstwo w wojnie z Francją w 1812. Miał formę ośmiobocznej piramidy zwieńczonej cebulastą kopułką z krzyżem łacińskim. Do każdego boku piramidy przylegały niewielkie żeliwne kolumny wykończone kopułkami o identycznej formie, na których jednak nie zlokalizowano krzyży, a dwugłowe orły rosyjskie.
Pomnik bitwy pod Grochowem był umieszczony dodatkowo na niewielkim podwyższeniu i otoczony ozdobnym łańcuchem. Na trzech tablicach zlokalizowanych na głównej bryle wymieniono jednostki rosyjskie biorące udział w walce, ich liczebność, dowódców oraz nazwiska poległych Rosjan. Wskazano również liczbę walczących Polaków, określonych jako „wojska buntownicze”.